# 1986-os Formula–1 mexikói nagydíj
Az 1986-os Formula–1-es világbajnokság tizenötödik futama a mexikói nagydíj volt.

## Futam
|         | Rsz. | Versenyző          | Csapat                 | Körök | Idő/Kiesések        | Rajthely | Pontok |
| ------- | ---- | ------------------ | ---------------------- | ----- | ------------------- | -------- | ------ |
| 1       | 20   | Gerhard Berger     | Benetton-BMW           | 68    | 1:33:18,700         | 4        | 9      |
| 2       | 1    | Alain Prost        | McLaren-TAG            | 68    | + 25,438            | 6        | 6      |
| 3       | 12   | Ayrton Senna       | Lotus-Renault          | 68    | + 52,513            | 1        | 4      |
| 4       | 6    | Nelson Piquet      | Williams-Honda         | 67    | + 1 kör             | 2        | 3      |
| 5       | 5    | Nigel Mansell      | Williams-Honda         | 67    | + 1 kör             | 3        | 2      |
| 6       | 26   | Philippe Alliot    | Ligier-Renault         | 67    | + 1 kör             | 10       | 1      |
| 7       | 18   | Thierry Boutsen    | Arrows-BMW             | 66    | + 2 kör             | 21       |        |
| 8       | 23   | Andrea de Cesaris  | Minardi-Motori Moderni | 66    | + 2 kör             | 22       |        |
| 9       | 17   | Christian Danner   | Arrows-BMW             | 66    | + 2 kör             | 20       |        |
| 10      | 14   | Jonathan Palmer    | Zakspeed               | 65    | Kifogyott üzemanyag | 18       |        |
| 11      | 3    | Martin Brundle     | Tyrrell-Renault        | 65    | + 3 kör             | 16       |        |
| 12      | 28   | Stefan Johansson   | Ferrari                | 64    | Turbó               | 14       |        |
| 13      | 7    | Riccardo Patrese   | Brabham-BMW            | 64    | Kipördült           | 5        |        |
| 14      | 24   | Alessandro Nannini | Minardi-Motori Moderni | 64    | + 4 kör             | 24       |        |
| 15      | 25   | René Arnoux        | Ligier-Renault         | 63    | Motorhiba           | 13       |        |
| 16      | 22   | Allen Berg         | Osella-Alfa Romeo      | 61    | + 7 kör             | 26       |        |
| Kiesett | 11   | Johnny Dumfries    | Lotus-Renault          | 53    | Elektronika         | 17       |        |
| Kiesett | 8    | Derek Warwick      | Brabham-BMW            | 37    | Motorhiba           | 7        |        |
| Kiesett | 15   | Alan Jones         | Lola-Ford              | 35    | Gumiabroncs         | 15       |        |
| Kiesett | 2    | Keke Rosberg       | McLaren-TAG            | 32    | Defekt              | 11       |        |
| Kiesett | 27   | Michele Alboreto   | Ferrari                | 10    | Turbó               | 12       |        |
| Kiesett | 21   | Piercarlo Ghinzani | Osella-Alfa Romeo      | 8     | Turbó               | 25       |        |
| Kiesett | 4    | Philippe Streiff   | Tyrrell-Renault        | 8     | Turbó               | 19       |        |
| Kiesett | 19   | Teo Fabi           | Benetton-BMW           | 4     | Motorhiba           | 9        |        |
| Kiesett | 16   | Patrick Tambay     | Lola-Ford              | 0     | Baleset             | 8        |        |

## Statisztikák
Vezető helyen:
- Nelson Piquet: 31 (1-31)
- Ayrton Senna: 8 (32-35)
- Gerhard Berger: 33 (36-68)

Gerhard Berger 1. győzelme, Ayrton Senna 15. pole-pozíciója, Nelson Piquet 18. leggyorsabb köre.
- Benetton 1. győzelme.